# 市村尚久
市村 尚久（いちむら たかひさ、1933年2月16日-　）は、日本の教育学者、早稲田大学名誉教授。

## 来歴
兵庫県姫路市生まれ。千葉県立国府台高等学校卒、早稲田大学教育学部卒、同大学院文学研究科教育学博士課程満期退学。北里大学助教授、1970年早大教育学部助教授、教授。1987年「アメリカ六・三制成立過程の研究 その教育思想」で早大文学博士。2002年定年退任、名誉教授。
早大では大学院に教育学研究科を新設するため尽力した。
2011年瑞宝中綬章受章。

## 著書
- 『子どもの性格の伸ばし方 乳幼児の性格の形成と指導』実業之日本社 子供の伸ばし方シリーズ 1963
- 『アメリカ六・三制の成立過程 教育思想の側面からの考察』早稲田大学出版部 1987
- 『エマソンとその時代』玉川大学出版部 教育の発見双書 1994

### 共編
- 『原典教育学 教育原理・教育史・教育学演習』村山貞雄共編 明玄書房 1959
- 『現代に生きる教育思想 第1巻 アメリカ』編集 ぎょうせい 1981
- 『教育関係の再構築 現代教育への構想力を求めて』増渕幸男,天野正治共編 東信堂 1996
- 『経験の意味世界をひらく 教育にとって経験とは何か』松浦良充,早川操,広石英記共編 東信堂 2003

### 翻訳
- ウイリアム・H・キルパトリック『プロジェクト法』明玄書房 1967
- キルパトリック『教育哲学』村山貞雄,柘植明子共訳 明治図書出版 世界教育学選集 1969
- エマソン『人間教育論』明治図書出版 世界教育学選集 1971
- W.アリソン・デイヴィス,ロバート・J.ハヴィガースト『子どものパーソナリティ形成の秘密 社会・文化人類学的アプローチ』村山貞雄,柘植明子共訳 高千穂書房 1976
- フィリップ・H.フェニックス『コモン・グッドへの教育 カリキュラムの道徳哲学』岡本道雄共訳 玉川大学出版部 1995
- ジョン・デューイ『学校と社会・子どもとカリキュラム』講談社学術文庫　1998
- ダグラス・M.スローン『洞察=想像力 知の解放とポストモダンの教育』早川操共監訳 東信堂 2000
- D.M.スローン『知の扉を開く 教育における知性の質を問う』監訳 玉川大学出版部 2002
- ジョン・デューイ『経験と教育』講談社学術文庫 2004

## 論文
- Cinii